# Стефані Беатріс
Стефані Беатріс Бішофф Альвізурі (англ. Stephanie Beatriz Bischoff Alvizuri, нар. 10 лютого 1981, Неукен, провінція Неукен, Аргентина) — американська акторка, активістка, модель та телережисерка аргентинського походження. Найбільш відома роллю детективки Рози Діас у серіалі «Бруклін 9-9».

## Біографія
Народилася в Неукені, Аргентина. Її батько за походженням колумбієць, а мати — болівійка. Разом з батьками і молодшою сестрою вона переїхала в США у віці трьох років. Виросла у Вебстері, штат Техас, де відвідувала школу Клір Брук. 
У 2002 році Беатріс закінчила Коледж Стівенса в Колумбії, штат Міссурі, а потім переїхала в Нью-Йорк, де почала кар'єру на театральній сцені. У 2012 році вона переїхала в Лос-Анджелес, де почала кар'єру на телебаченні з ролей в серіалах «Американська сімейка» і «Саутленд». У 2013 році отримала одну з основних ролей в комедійному серіалі NBC «Бруклін 9-9».
Беатріс — відкрита бісексуалка. З 2018 року вона одружена з Бредом Хоссом. В серпні 2021 року народила дочку Розалін.

## Фільмографія
| Рік         | Назва                | Оригінальна назва                 | Роль                 | Примітки                                       |
| ----------- | -------------------- | --------------------------------- | -------------------- | ---------------------------------------------- |
| 2009        | Нишпорка             | The Closer                        | Камілла Сантьяго     | Епізод: «The Life»                             |
| 2012        | —                    | The Smart One                     | Наталі               | Пілотний епізод                                |
| 2013        | Американська сімейка | Modern Family                     | Соня                 | Епізод: «Fulgencio»                            |
| 2013        | Саутленд             | Southland                         | Белінда Кергроу      | Епізод: «Under the Big Top»                    |
| 2013        | Джессі               | Jessie                            | Сельма Еспіноза      | Епізод: «Toy Con»                              |
| 2013        | Короткий термін 12   | Short Term 12                     | Джессіка             |                                                |
| 2013 — 2021 | Бруклін 9-9          | Brooklyn Nine-Nine                | Детективка Роза Діас | Постійна роль                                  |
| 2013        | Привіт дами          | Hello Ladies                      | Сторож               | Епізод: «The Limo»                             |
| 2014        | Ти — не ти           | You're Not You                    | Джилл                |                                                |
| 2019        | Lego Фільм 2         | The Lego Movie 2: The Second Part | Генерал Любка Хаос   |                                                |
| 2021        | На висотах Нью-Йорка | In the Heights                    |                      |                                                |
| 2023        | Поплавлений метал    | Twisted Metal                     | Кваїт                |                                                |
| 2024        | Монстри Коммандос    | Creature Commandos                | Айла Макферсон       | Епізоди: «Chasing Squirrels» та «The Iron Pot» |